# الكسيس فيريرو
الكسيس فيريرو (بالإسبانية: Alexis Ferrero)‏ (31 مارس 1979 في الأرجنتين - ) هو لاعب كرة قدم أرجنتيني في مركزي الدفاع وقلب الدفاع. شارك مع منتخب الأرجنتين لكرة القدم. أما مع النوادي، فقد لعب مع أتلتيكو أتلانتا وبوتافوغو ريغاتاس وتيغري وريفر بليت وفيرو كاريل أويستي ونادي أتليتيكو كولون وهوراكان وCentral Córdoba de Santiago del Estero ‏ ورينجرز دي تالكا.

## وصلات خارجية
- الكسيس فيريرو على موقع قاعدة بيانات كرة القدم.إي يو (الإنجليزية)
- الكسيس فيريرو على موقع ناشيونال فوتبول تيمز (الإنجليزية)
- الكسيس فيريرو على موقع Soccerway.com (الإنجليزية)
- الكسيس فيريرو على موقع AS.com (الإسبانية)